# Сулопенем/Пробенецид
Сулопенем/Пробенецид — комбинированный антибиотик для лечения инфекций мочевыводящих путей. Одобрен для применения в США в 2024 г.

## Механизм действия
Комбинация: сулопенем, пробенецид.

## Показания
инфекции мочевыводящих путей.